# 柯爾特三角精英手槍
柯爾特三角精英（Colt Delta Elite）是柯特製造公司以M1911A1改進而成的10毫米Auto口徑手槍。

## 設計
三角精英以M1911系列改進而成，因些它的內部結構及運作方式非常相似，不鏽鋼制造及烤藍處理，彈匣可裝8發子彈，它的三角金杯版本可作射擊比賽用途，現在全部三角精英系列已停產。

## 使用國
- 美国
  - 少數地方警察部門